# Ensemble Laus Veris
L'Ensemble Laus Veris è un gruppo vocale-strumentale italiano specializzato nell'esecuzione di musica medioevale.

## Il gruppo
Nato nel 1999, basa fin dall'inizio la sua attività sulla ricerca filologica delle forme esecutive nell'ambito della musica medioevale e rinascimentale. Ogni repertorio, infatti, è caratterizzato da scelte interpretative, derivate dallo studio della situazione storico-politico-religiosa dei luoghi dove sono stati scritti i vari codici e dalla forma d'esecuzione della musica tradizionale, attraverso comparazione tra iconografia ed etnomusicologia.
Nella convinzione che le culture popolari sono fortemente conservative delle tradizioni strumentali e vocali, l'ensemble si è dedicato allo studio e alla ricerca sul campo degli strumenti utilizzati ancora oggi nell'area mediterranea, come la lira o la zampogna, nei vari repertori ad essi più consoni.
Assieme all'Ensemble Micrologus e di numerosi musicisti di fama internazionale, Laus Veris collabora con la Nobilissima Parte de Sopra nella realizzazione delle colonne sonore, dei cortei, delle scene di vita medioevale e dei giochi del Calendimaggio di Assisi.
Al suo attivo Laus Veris vanta la collaborazione, attraverso musica ed animazione, con le rievocazioni tre-quattrocentesche di maggiore spicco nel territorio umbro, come il Mercato delle Gaite di Bevagna, la Corsa dell'Anello di Narni, la Fuga del bove di Montefalco, i Giochi de le Porte di Gualdo Tadino, il Palio dei Terzieri di Trevi e la Fiera dei soprastanti nell'ambito della Giostra della Quintana di Foligno.
Il gruppo si è esibito inoltre in festival e rassegne in Toscana, Marche, Abruzzo, Sicilia e Lombardia, oltre ad aver partecipato anche a trasmissioni televisive sulla diffusione della cultura medievale presso le emittenti Rai, Rai International e Mediaset. Invitato al festival Il canto delle Pietre nel 2000 e 2001, il gruppo ha collaborato con il liutista e direttore artistico Francis Biggi nella realizzazione di un programma incentrato sui miracoli italiani narrati nelle Cantigas de Santa Maria. L'ensemble propone un'originale interpretazione delle Cantigas basata sullo studio della metrica dei testi e dei vari stili compositivi, che di volta in volta vengono adattati alle forme esecutive delle diverse aree geografiche.
La particolare versatilità dei musicisti permette l'utilizzo di numerosi strumenti, molti dei quali (launeddas, nfìr, zurnà e rbàb) raffigurati nelle miniature medievali ed ancora oggi usati dalle popolazioni dell'area mediterranea, proponendo così una ricca varietà di suoni e di timbriche inusuali, ritenendole fedeli a quelle effettivamente presenti nel Medioevo.
Ha partecipato al festival Ideale Incanto ad Urbino, dove sono presenti numerosi altri gruppi affermati nel territorio nazionale ed internazionale. È stato presente inoltre ad importanti rassegne culturali, quali Il Divin Pittore dedicata al Perugino, Allievo a Roma e Maestro in Umbria dedicata a Benozzo Gozzoli e Canto e Colore, mostra dedicata ai corali della Basilica di San Domenico di Perugia e organizzata dalla Biblioteca Augusta.
L'ensemble ha preso parte alla realizzazione di un cd, Canti di Maggio, prodotto dalla Nobilissima Parte de Sopra del Calendimaggio di Assisi ed ha registrato nel 2005 un cd sulla musica quattrocentesca delle terre dei Montefeltro, dal titolo La dolce Vista. I brani, contenuti nel Ms. Urb. Lat. 1411 e mai incisi prima, sono stati studiati nella loro scrittura originale con la collaborazione dell'insegnante di notazione mensurale Véronique Daniels della Schola Cantorum Basiliensis di Basilea, centro studi sulla musica medievale e antica.
Nel 2007 incide L'anima el core, i brani contenuti nel manoscritto G20 della Biblioteca Augusta di Perugia, sono stati arrangiati secondo gli strumenti rappresentati nelle opere del Perugino. Ultimi lavori discografici sono Orsu, su car signori - Pintoricchio ritratto della musica e Pinturicchio Musicam Pinxit,cd che seguitano lo studio sulla musica del manoscritto perugino e che fanno parte della collana dedicata ai grandi pittori umbri del XV-XVI secolo.

## Componenti
- Enea Sorini - Canto, salterio, chitarrino, percussione
- Federica Bocchini - Canto, [[]]
- Davide Gasparrini - Canto
- Giordano Ceccotti - viella, ribeca, lira da braccio, ghironda
- Mario Papini - liuto, vihuela
- Daniele Rinchi - Ribeca, lira da braççio
- Peppe Frana - liuto, chitarrino
- Matteo Nardella - flauto, cornamusa, flauto con tamburo, ceccola
- Lorenzo Lolli - Canto, salterio, organo portativo, percussione

Il gruppo ha organico variabile in base all'opera rappresentata e varia di volta in volta con l'aggiunta di altri cantori e strumentisti.
Collaboratori:
- Giovanni Cantarini - Canto, liuto
- Jasmina Capitanio - viola da gamba
- Daniele Rinchi - ribeca
- Danilo Tamburo - trombone,

## Discografia parziale
- 2004 - Canti di Maggio, Associazione Convivium (Nobilissima Parte de Sopra)
- 2005 - La Dolçe Vista. Musiche alla Corte di Federico da Montefeltro, Associazione Bella Gerit IMAIE
- 2008 - Orsù, su car signori. Pintoricchio, il ritratto della musica, Ass. Culturale "Arte & Musica nelle terre del Perugino"
- 2008 - Lanima e 'l Core. La musica e l'iconografia al tempo del Perugino, Ass. Culturale " Arte & Musica nelle terre del Perugino"
- 2009 - Pinturicchio, musicam pinxit, Fondazione Guglielmo Giordano